# Lékoko
 (mai 2015).
Si vous disposez d'ouvrages ou d'articles de référence ou si vous connaissez des sites web de qualité traitant du thème abordé ici, merci de compléter l'article en donnant les références utiles à sa vérifiabilité et en les liant à la section « Notes et références ».
Lékoko est un département du Gabon situé dans la province du Haut-Ogooué. Son chef-lieu est la ville de Bakoumba.